# Johanka z Krajku
Johanka z Krajku (1455–1460 – po 1518 / duben 1531) byla česká šlechtična a podporovatelka Jednoty bratrské. Po vymření rodu Cimburků se stala dědičkou rozsáhlého michalovického panství. V závěru života své statky předala do správy bratrovi Konrádovi Krajířovi a sama vstoupila mezi české bratří.

## Původ a mládí
Krajířové z Krajku byli původně korutanský rod, který do Čech přišel na konci vlády Karla IV. Během krátké doby se jim dařilo získávat důležité úřady i majetek. Během husitských válek oficiálně stáli na straně katolického panstva, ale ve skutečnosti spíše využívali neklidné doby k vlastnímu obohacení – v době, kdy chyběla silná státní moc, se z nich stávali lapkové a loupeživí rytíři. Státotvornější postoje nacházíme až u další generace Krajířů. Členové tohoto rodu dopomohli k dosazení Ladislava Pohrobka za českého krále.
Otec Johanky, Volfgang Krajíř z Krajku, pobýval v této době na císařském dvoře. Do Čech se dostal až v souvislosti s rozdělením rodového dědictví, na jihu Čech mu připadla Nová Bystřice a hrad Landštejn. Jeho dědictví potvrdil svým podpisem sám císař Fridrich III. Volfgang se po příchodu do jižních Čech oženil s Eliškou z Boskovic. Manželství bylo doprovázeno nadstandardními vztahy s Eliščiným otcem Vaňkem z Boskovic. Bylo především jeho zásluhou, že se Volfgang rychle dokázal začlenit mezi starobylé zemské rody.
Nevíme, jak dlouho po svatbě Volfganga s Eliškou se Johanka narodila. Patrně byla prvním potomkem, rok jejího narození však můžeme pouze odhadovat. Stejně tak si můžeme spíše domýšlet, že vyrůstala na Nové Bystřici, kde její otec sídlil. Někteří historikové se domnívají, že se během svého dětství setkala s učení valdenských, kteří snad kdysi v těchto místech působili. Nemáme pro to však žádné doklady. Jisté je, že její otec byl pravověrný katolík – z jeho kšaftu víme, že finančně podporoval několik kostelů a dvě z Johančiných mladších sester se staly jeptiškami.
Je však možné, že díky dlouhému pobytu Volfganga u císařského dvora, byla výchova dětí více ovlivněna humanistickými myšlenkami, které do Čech z Itálie pronikaly zatím jen pomalu. S jistotou víme, že Johanka alespoň základní vzdělání získala a uměla tak číst i psát.

## Jan Tovačovský z Cimburka a první vdovství
V říjnu roku 1475 byla Johanka provdána za  Jana Tovačovského z Cimburka (syn Jana Tovačovského z Cimburka). Tomu mohlo být v této době něco málo přes třicet let a byl již jednou ovdovělý – z předchozího sňatku s Magdalenou z Michalovic získal rozsáhlé panství, stal se mimo jiné pánem nad Mladou Boleslaví, Brandýsem nad Labem a Hrubým Rohozcem. V této době již také stál v čele českých husitů, podobně jako jeho starší a známější bratr Ctibor Tovačovský byl představitelem utrakvistů moravských.
Sňatkem s Janem se Johanka ocitla v nábožensky tolerantním prostředí Mladé Boleslavi. Platilo zde tzv. michalovické privilegium, které od dob husitských válek zvýhodňovalo ve městě stranu podobojí – katolíci museli z města odejít. Jednota bratrská zde zatím přímo nepůsobila – sídlo měla v nedalekých Vinařicích, které vlastnil patrně Hynek z Vinařic. Setkání Johanky s bratřími však proběhlo záhy – v Mladé Boleslavi se v roce 1476 objevil jistý Jan z Teplic, který se souhlasem boleslavského děkana Václava Korbéze bratří pomlouval a vykreslil jejich údajné bohatství tak barvitě, že se srocený dav chystal vydat do Vinařic, aby poklady od bratří získal. Rázný konec tomu udělal boleslavský pán Jan Tovačovský, který Jana z města vypověděl. V kostele v reakci na pomluvy došlo k rvačce, do které se zapojili i husitští kněží. To prý okomentovala Johanka slovy: „To-li jsou apoštolové Kristovi?“.

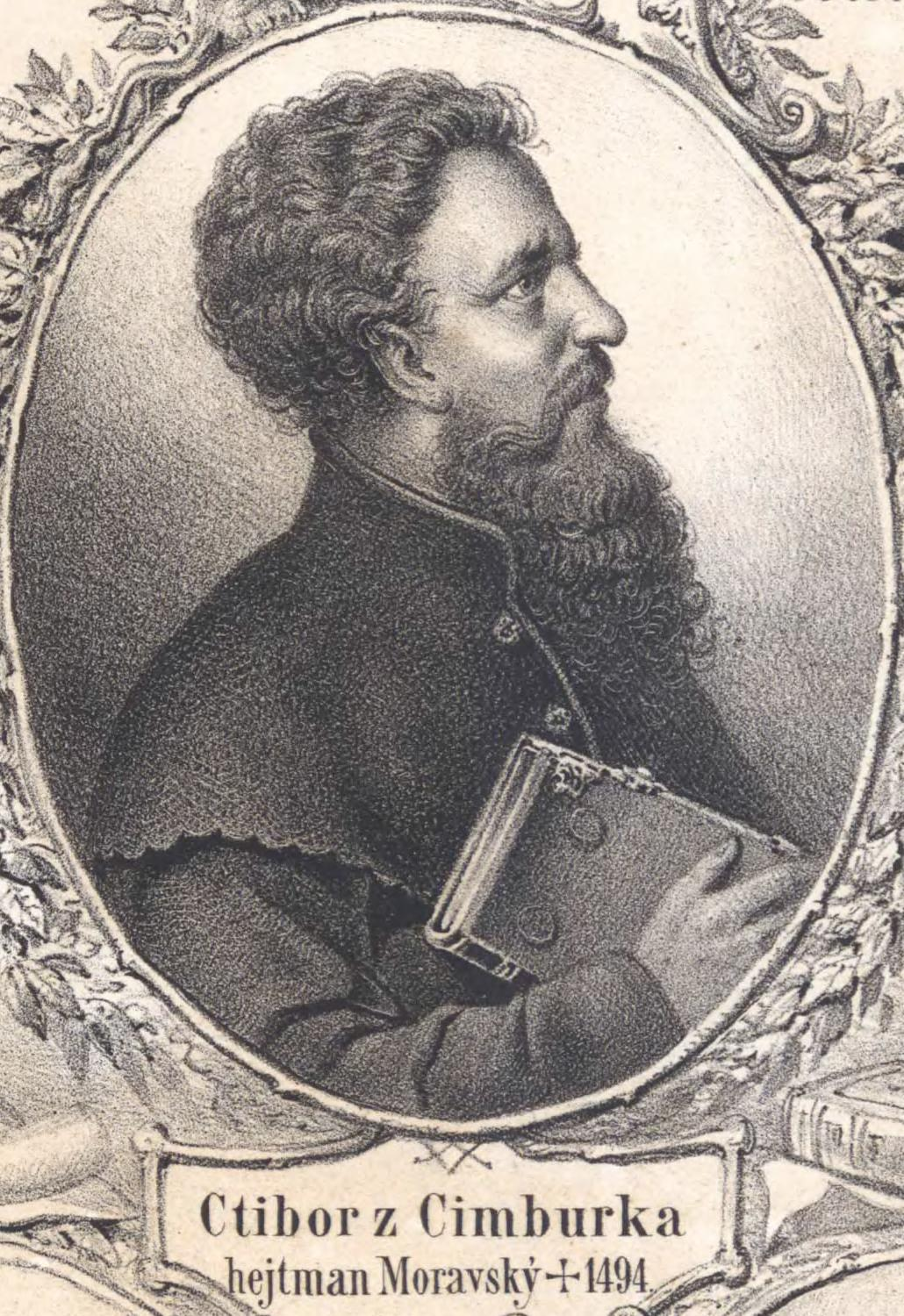
Ctibor Tovačovský, starší bratr Jana, na rytině z 19. století.

Jan Tovačovský, který je dobovými prameny popisován jako udatný muž disponující jak fyzickou silou, tak diplomatickými schopnostmi, zemřel již v polovině listopadu 1483. Nejsou známy okolnosti jeho smrti, ale vzhledem k faktu, že nijak nevyřešil otázku svého dědictví, byla smrt patrně nečekaná a náhlá. Zanechal po sobě pouze nezletilého syna Adama. Jako poručník a správce rozsáhlých majetků byl ustanoven Jarošův bratr Ctibor. Ten po deseti letech také umírá a stále nezletilému Adamovi musí plnoletost udělit svým výnosem panovník. Adam spravoval Mladou Boleslav a okolní území nejdříve s pomocí své matky Johanky, později patrně sám.
| „                                                                                   | Paní Boleslavská, vaše výborná sestra, větší popravy činí než jiní pánové. | “ |
| — příslušníci tzv. malé stránky Jednoty bratrské na bratrském sněmu v Chlumci, 1496 |                                                                            |   |

V této době, tedy v letech 1490–1500, se Johanka z Krajku začala více sbližovat s Jednotou bratrskou. Objevují se dokonce názory, že do tohoto náboženského společenství dokonce přímo vstoupila. Současná historiografie se přiklání spíše k názoru, že ke vstupu došlo až později. Jisté je, že již v této době Johanka Jednotu bratrskou výrazně podporovala – mimo jiné darovala spolu s Adamem bratřím pustý boleslavský klášter minoritů, Jednotou později nazývaný Karmel.
| „                                                                | Starodávného učitele křesťanského a velikého mučedlníka Cypriana na modlitbu Páně výklad […] komu bych raději dal než tvé milosti, urozená paní, paní milá […] o komž sem jist a vím, že se rád modlí. | “ |
| — Viktorin Kornel ze Všehrd, věnování překladu díla sv. Cypriána | |   |

## Jan II. ze Šelmberka

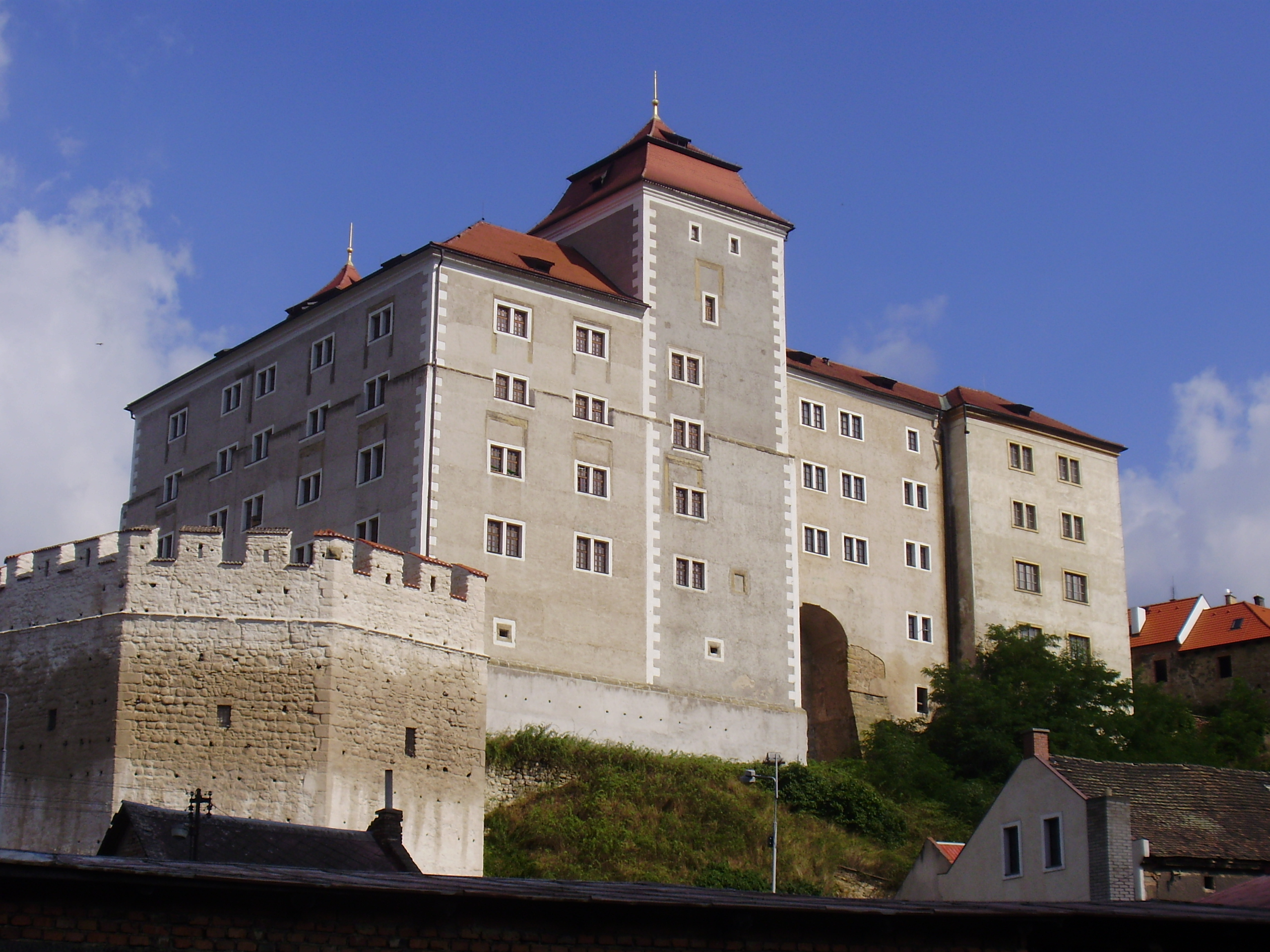
Hrad v Mladé Boleslavi získal z velké části svou současnou podobu v době Johanky z Krajku a Jana ze Šelmberka.

Kolem roku 1500 se Johanka znovu vdala – tentokrát za Jana II. ze Šelmberka. Tento umírněný katolík byl jedním z nejvlivnějších mužů v království a zastával úřad nejvyššího kancléře. Ve stejné době došlo k úmrtí Johančina syna Adama, který byl patrně delší dobu nemocný a většinu zděděného majetku stačil na svou matku převést. Neobešlo se to bez komplikací – pro moravské statky, tedy hlavně Tovačova a Kojetína, neměl tzv. list mocný a nemohl ho proto svobodně odkázat v závěti. Aby po jeho smrti nedošlo k dědickým sporům, převedl ho na Johanku pomocí fiktivního dlužního úpisu.
Doba po přelomu století byla spojena s nástupem nové generace radikálních katolíků a jejich pronikáním do vlivných zemských úřadů. Následkem toho se stupňoval i tlak proti Jednotě bratrské. Jedním z výrazných ochránců českých bratří byl i Jan II. ze Šelmberka, který svou politickou moc využil například k ochraně Lukáše Pražského a za bratry se společně s Vilémem z Pernštejna sám přimlouval u krále.

## Vdovství
Jan ze Šelmberka však na přelomu let 1507–1508 zemřel a tím se politická situace pro Jednotu velmi zhoršila. Skupině katolických šlechticů kolem Albrechta Libštejnského z Kolovrat se podařilo v červnu 1508 prosadit schválení tzv. svatojakubského mandátu, který de iure zakazoval činnost všem náboženským skupinám mimo katolickou církev a utrakvisty, fakticky byl však namířen hlavně proti bratřím. Díky ochraně šlechticů však zákon nebyl prosazován a až na několik málo výjimek činnost Jednoty nepoznamenal.

Poslední strana z tzv. „Zprávy jedné paní“. Tradičně je tento text připisován Lukáši Pražskému a měl být sepsán právě pro Johanku z Krajku.

### Spor s Kolovraty
Johanka z Krajku se vydáním svatojakubského mandátu dostala do nebezpečí, že bude spojována s Jednotou bratrskou natolik, aby ji její nepřátelé mohli prohlásit za kacířku, která nemá nárok na právní ochranu. Využít tohoto nejistého právního postavení se pokusil sám Albrecht z Kolovrat, který se rozhodl obsadit Brandýs nad Labem, který patřil k mladoboleslavskému panství. Domníval se, že se Johanka nevzmůže na obranu. Paní z Krajku se oproti očekáváním rozhodla Brandýs vojensky hájit a poté co jí vyslovil podporu Vilém z Pernštejna a další čeští šlechtici, Albrecht od svého úmyslu raději ustoupil.
O pár let později měla Johanka další spor, tentokrát s vdovou po Albrechtovi z Kolovrat – Kateřinou ze Smiřic. Ta neoprávněně vybírala clo od Johančiných poddaných. Když ji paní z Krajku žalovala u zemského soudu, hájila se Kateřina tím, že Johanka je kacířka a proto není povinna se vůči jejím obviněním hájit. Za Johanku se však ve sporu postavil Vladislav Jagellonský.

### Vstup do Jednoty bratrské
Vstup Johanky do Jednoty bratrské je spojen s předáním majetku bratrovi Konrádovi. Tento převod byl realizován formou dlužního úpisu, podobně jako tomu bylo v dědictví Adama Tovačovského. Johanka se patrně otázkou vstupu do Jednoty zabývala dlouhodobě a svůj postup konzultovala s bratrskými staršími – ti souhlasili s tím, že se majetku nemusí vzdávat zcela, ale správu nad ním má předat Konrádovi.
K samotnému vstupu došlo patrně koncem roku 1512 a existují zprávy, že se o Vánocích téhož roku účastnila bratrské Večeře Páně.

### Vyznání víry
| „                                 | Bez víry pravé křesťanské, jakož apoštol svatý Pavel praví, žádný se Pánu Bohu líbit nemůže, a jakož kdo srdcem věří, tak také i ústy svými vyznávati má. Protož já Johanka z Krajku tak, jakž srdcem věřím, před každým, kdožkoli čísti neb slyšeti budou, upřímně a sprostně, jakž jest při mně, tímto psaním vyznávám, že nejsem víry jiné než té, kdež sem z mladosti od svých starších vyučená vedle dvanácti článků apoštolských víry pravé křesťanské, církve sv. obecné, v kteréžto stojím a státi budu bohdá do své smrti. | “ |
| — z Vyznání víry Johanky z Krajku | |   |

Unikátním dokumentem, který se z období Johančina vstupu do Jednoty bratrské zachoval, je její vyznání víry. Konfese sice nacházíme v celé historii křesťanství běžně, většinou se však jedná o společný dokument určité skupiny či hnutí. Vyznání jednotlivce není zvláště v českém kontextu zcela obvyklé.
Vznik Johančina vyznání víry souvisí nepochybně se snahou Jednoty bratrské o zrušení tzv. svatojakubského mandátu, který ji stavil mimo zákon. I když jeho faktické dodržování nebylo příliš často vynucováno, skrýval pro bratří závažné potenciální nebezpečí. Polemiky o právoplatnost své víry vedli představitelé Jednoty jak se soudobými teology a filosofy (například s Bohuslavem Hasištejnským nebo Augustinem Käsenbrotem), především se však soustředili na získání přízně šlechty a v první řadě panovníka – v té době Vladislava Jagellonského.
Po obsahové stránce odpovídá Johančino vyznání jak zvyklostem doby, tak teologickým stanoviskům Jednoty bratrské. Pisatel se snaží svou víru obhájit vyšší a obecně uznávanou autoritou. Nejdříve svou pravověrnost dokládá na slovech apoštola Pavla, hlavní část vyznání pak vystavil na apoštolském vyznání víry. Jednotlivé body apostolica rozšiřuje a doplňuje. V těchto výkladech můžeme nacházet jak odkazy na bratrskou věrouku, tak i drobné odchylky vůči ní. Oproti jiným dokumentům Jednoty bratrské je vyznání smířlivější ve vyjádření mariánské úcty a v opomenutí mnoha bodů, které obě náboženské skupiny odlišovaly.
Zcela v duchu ostatních bratrských textů je důraz na to, že správná křesťanská víra by se především měla projevovat v životech těch, kteří ji hlásají — tedy kněží. Johanka zde uvádí hlavní argument, proč se k Jednotě bratrské připojila – tvrdí, že právě na bratrských kněží mohla vidět, že podle své víry skutečně žijí.

## Úmrtí
Po vstupu do Jednoty a sepsání vyznání Johanka více aktivně nevystupuje a z pramenů téměř mizí. Dokumenty vznikající na boleslavském panství už podepisuje jen její bratr Konrád. Poslední listina, na které se objevuje Johančino jméno, je z roku 1516, po tomto roce jsou zachovaná pouze vidima Johančiných privilegií.
Vůbec poslední zpráva o Johance je z kšaftu Mikuláše Klaudyána, významného boleslavského tiskaře, který byl sepsán v roce 1521 v Lipsku. Johance v něm odkázal „dryák Alexandrinský“, dále pak obdaroval manželku Konráda Veroniku a chudé bratry ve Vodicích u Boleslavi.
V některých historických pracích o Johance se setkáváme s tvrzením, že Johanka zemřela v březnu roku 1531. Tento údaj však není podepřen žádným dobovým pramenem.